# 윤사분
윤사분(尹士昐, 1401년 ∼ 1471년)은 조선 초기의 외척으로 자는 계휘(繼輝), 시호는 이정(夷靖), 본관은 파평(坡平)이다. 증조는 영평군 윤척(尹陟), 조부는 판도판서 윤승례(尹承禮), 아버지는 정정공 윤번이며 어머니는 인천 이씨이다. 세조비 정희왕후의 오빠이다.덕종, 예종의 외삼촌이다. 윤원형·윤원로의 고조부 윤사흔과 윤임의 증조부 윤사윤은 그의 동생이었다.

## 생애
세종 8년(1426년) 음서로 관직에 올랐다, 그해 중부녹사에 임명되고, 세자익위사 우위솔·사헌부감찰·형조좌랑·호조좌랑·한성부판관·형조정랑 등을 거쳐 판예빈시사를 지내고 이어 당상관으로 승진하였다.
세조 1년(1455년) 예문관제학을 거쳐 첨지중추원사로 있을 때, 좌익원종공신 1등에 봉하여졌다. 1456년 첨지돈녕부사가 되었다. 그 후 1458년 인수부 부윤, 1459년 공조참판·중추원부사를 거쳐 1461년 중추원사가 되었다. 이어 숭정대부로 특진, 판중추원사 등을 역임하고, 1464년 의정부우찬성으로 승진했다. 이어 좌찬성·지중추부사를 거쳐 1468년 보국숭록대부로 승진되었다. 이해 예종이 즉위하자 대광보국숭록대부 의정부우의정, 1469년 행판중추부사를 거쳐 성종 1년(1470년) 영돈녕부사가 되었다. 윤지임의 종증조할아버지이며, 문정왕후, 윤원형·윤원로·윤원량 형제의 종고조 할아버지였다. 한편 장경왕후의 증조부 윤사윤도 그의 동생으로, 윤여필의 종조할아버지이자 윤임의 종증조부이며 장경왕후의 종증조 할아버지였다.

## 가계
- 조부 : 윤승례(尹承禮)
  - 아버지 : 윤번(尹璠)
  - 어머니 : 흥녕부대부인 인주 이씨
  - 부인 해풍장씨 -부 장안지(張安之)
    - 아들 : 호조판서 공간공 윤흠(尹欽)

  - 동생 : 윤사윤(尹士昀, 1409 - 1461)
  - 동생 : 정희왕후 윤씨
  - 동생 : 윤사흔(尹士昕, 1422 - 1485)

## 왕실 비빈과의 관계
- 동생 : 정희왕후(세조비)
- 삼종손녀 : 정현왕후(성종비)
- 종증손녀 : 장경왕후(중종계비)
- 종고손녀 : 문정왕후(중종 3비)
- 종5대손녀: 숙빈 윤씨(인종 후궁)
- 삼종손부 : 정현옹주(세종의 서녀, 윤사로에게 하가)

## 관련 작품
드라마
- 《인수대비》 (JTBC, 2011년~2012년 배우:나성균)
- 《대군-사랑을 그리다》 (TV조선, 2018년, 배우:박주형)

## 같이 보기
- 윤번
- 윤호
- 정희왕후
- 윤여필
- 장경왕후
- 윤여해
- 윤지임
- 윤계겸